# 정보와이드
정보와이드는 KBS춘천 1라디오에서 방송했던 시사교양 프로그램이다.
2004년 10월 18일에 첫방송을 시작해 역대로 방송 분량과 진행자가 변경되어 방송됐으나 2010년 4월 16일 방송을 마지막으로 폐지되었다.

## 역대 방송시간
| 방송 채널       | 방송 기간                           | 방송 시간                  |
| --------------- | ----------------------------------- | -------------------------- |
| KBS춘천 1라디오 | 2004년 10월 18일 ~ 2008년 11월 14일 | 평일 오후 2:30 ~ 오후 3:58 |
| KBS춘천 1라디오 | 2008년 11월 17일 ~ 2010년 4월 16일  | 평일 오후 3:10 ~ 오후 3:58 |

## 역대 진행자
- 2004년 10월 18일 ~ 2008년 11월 14일 : 윤석황, 김날해 아나운서
- 2008년 11월 17일 ~ 2010년 4월 16일 : 김혜정 아나운서